# 인헌장성황후
인헌장성황후 이키레스씨(仁獻章聖皇后 亦乞烈氏, 생몰년 미상) 또는 이키레스 비자(亦乞烈妃子)는 원나라의 황족이자, 원 무종 카이산의 황비이며 안서왕 망갈라의 외손녀이다. 아들 원 명종 즉위 후 황후로 추존되었다. 영종 린친발, 순제 토곤테무르의 할머니이다. 이름은 수동(壽童)이다.
1328년 아들 쿠살라가 카안으로 즉위하면서 인헌장성황후(仁獻章聖皇后)로 추존되고, 손자 원 순제 토곤 테무르 때인 1346년(지정 6년) 장헌사성황후(章獻嗣聖皇后)로 시호가 개정되었다. 또한 외가로도 쿠빌라이 카안의 후손인데, 안서왕 망갈라의 외손녀가 된다.

## 생애
생년은 알 수 없고, 음력 7월 9일에 태어났다. 그녀의 친정에 대한 기록은 상세하지 않으며, 이키레스씨족은 몽골의 아르군강과 다싱안링산맥 주변에 살던 씨족이었다. 그녀의 친정 외가는 쿠빌라이 칸의 후손으로 원나라 황실이다. 원 세조 쿠빌라이 칸과 정실 차브이 카툰의 셋째 아들 안서왕 망갈라(忙哥刺)의 딸 노울륜공주(奴兀倫公主)의 딸이다. 쿠빌라이 칸의 둘째 아들 친킴의 손자 카이산과는 6촌간이 된다.
자세한 행적은 전하지 않으며 아들 명종 쿠살라를 낳았다. 1316년 원 인종은 자신이 황태자가 되는 대신 사후 형 원 무종의 아들을 후계자로 지명한다는 약속을 깨고, 원 무종의 아들들을 추방했다. 이후로 그녀에 대한 기록은 나타나지 않는다. 사망일자는 음력 11월 11일인데, 사망년도와 사망 원인은 알려진 것이 없다. 1328년(천력 2년) 명종 즉위 후 인헌장성황후(仁獻章聖皇后)로 추존되었다가 1346년(지정 6년) 장헌사성황후(章獻嗣聖皇后)로 시호가 개시되었다.